# Сабадаська сільська рада
Сабада́ська сільська́ ра́да — адміністративно-територіальна одиниця та орган місцевого самоврядування в Жашківському районі Черкаської області. Адміністративний центр — село Сабадаш.

## Загальні відомості
- Населення ради: 613 особи (станом на 2001 рік)

## Населені пункти
Сільській раді були підпорядковані населені пункти:
- с. Сабадаш

## Склад ради
Рада складалась з 12 депутатів та голови.
- Голова ради: Янчук Галина Василівна
- Секретар ради: Янчук Таїсія Михайлівна

### Керівний склад попередніх скликань
| Прізвище, ім'я, по батькові | Основні відомості                                                               | Дата обрання | Дата звільнення |
| --------------------------- | ------------------------------------------------------------------------------- | ------------ | --------------- |
| Янчук Валентина Михайлівна  | Сільський голова, 1962 року народження, позапартійна                            | 26.03.2006   | 31.10.2010      |
| Янчук Галина Василівна      | Сільський голова, 1959 року народження, освіта середня спеціальна, позапартійна | 31.10.2010   |                 |

Примітка: таблиця складена за даними сайту Верховної Ради України

### Депутати
За результатами місцевих виборів 2010 року депутатами ради стали:

#### За суб'єктами висування
| Суб'єкт висування | Кількість обраних депутатів | %    |
| ----------------- | --------------------------- | ---- |
| Самовисування     | 11                          | 91,7 |
| Партія регіонів   | 1                           | 8,3  |

#### За округами
| № округу        | Прізвище, ім'я, по батькові    | Дата визнання обраним | Освіта             | Партійна приналежність | Відомості про обраного депутата                        |
| --------------- | ------------------------------ | --------------------- | ------------------ | ---------------------- | ------------------------------------------------------ |
| Партія регіонів |                                |                       |                    |                        |                                                        |
| 8               | Круць Галина Анатоліївна       | 01.11.2010            | середня            | позапартійна           | Сабадашська сільська рада, касир                       |
| Самовисування   |                                |                       |                    |                        |                                                        |
| 1               | Коломієць Наталія Анатоліївна  | 01.11.2010            | середня спеціальна | позапартійна           | Бібліотека-філіал, бібліотекар                         |
| 2               | Янчук Таїсія Михайлівна        | 01.11.2010            | середня спеціальна | позапартійна           | Сабадашська сільська рада, секретар                    |
| 3               | Мазуренко Тетяна Василівна     | 01.11.2010            | вища               | позапартійна           | Сабадаська загальноосвітня школа І-ІІ ст., бібліотекар |
| 4               | Власюк Надія Василівна         | 01.11.2010            | середня спеціальна | позапартійна           | Сабадаська загальноосвітня школа І-ІІ ст., вчитель     |
| 5               | Сарана Микола Петрович         | 01.11.2010            | середня            | позапартійний          | тимчасово не працює                                    |
| 6               | Макаренко Валентина Михайлівна | 01.11.2010            | середня спеціальна | позапартійна           | Районна СЕС, лаборант                                  |
| 7               | Пастушок Людмила Вікторівна    | 01.11.2010            | середня спеціальна | позапартійна           | тимчасово не працює                                    |
| 9               | Коломієць Володимир Михайлович | 01.11.2010            | середня            | позапартійний          | ТОВ «Сабадаш-Агро», завскладом                         |
| 10              | Фролова Катерина Альбертівна   | 01.11.2010            | середня спеціальна | позапартійна           | ТОВ «Сабадаш-Агро», комірник                           |
| 11              | Стецюк Валентина Миколаївна    | 01.11.2010            | середня спеціальна | позапартійна           | ТОВ «Сабадаш-Агро», обліковець                         |
| 12              | Попович Ігор Борисович         | 01.11.2010            | середня спеціальна | позапартійний          | тимчасово не працює                                    |

## Природно-заповідний фонд
На землях сільради розташовано гідрологічний заказник місцевого значення Сабадашківський.